# Bataille d'Ica
Guerre d'indépendance du Pérou
Batailles
m
Premiers soulèvements autonomes
- Insurrection de Tacna (1811)
- Rébellion de Huánuco (1812)
- Insurrection de Tacna (1813)
- Rébellion de Cuzco (1814)
- Bataille de la Apacheta (es)
- Bataille de Umachiri (es)

Campagne Libératrice du Sud (1820-1823)
- Débarquement de Paracas (es)
- Première campagne d'Arenales
- Bataille de Pasco (es)
- Capture de l’Esmeralda
- Discours d'Aznapuquio (es)
- Seconde campagne d'Arenales
- Combat de Quiapata (es)
- Campagne d'Intermedios de Miller
- Combat de Mirave (es)
- Premier siège de Callao
- Expédition auxiliaire de Santa Cruz à Quito
- Bataille d'Ica
- Combat de Paras (es)
- Campagne d'Intermedios d'Alvarado (es)
- Bataille de Torata (es)
- Bataille de Moquegua (es)
- Combat de Mito (es)

Campagne Libératrice du Nord (1823-1826)
- Motín de Balconcillo (es)
- Campagne d'Intermedios de Santa Cruz
- Bataille de Zepita (es)
- Combat d'Arequipa (es)
- Combat d'Alzuri (es)
- Soulèvement de Callao (es)
- Rébellion d'Olañeta (es)
- Bataille de Junín
- Combat de Bellavista (es)
- Bataille de Corpahuaico (es)
- Bataille d'Ayacucho
- Campagne de Sucre dans le Haut-Pérou
- Combat de Tumusla
- Second siège de Callao (es)

La bataille d'Ica s'est déroulée le 7 avril 1822 dans le département d'Ica dans le cadre de la guerre d'indépendance du Pérou.

## Forces royalistes
| Commandant en chef - Brigadier général José de Canterac Officiers - Valentín Ferraz - José Carratala - Juan Antonio Monet - Juan Loriga - Mateo Ramirez Unités et noms - Bataillon Real Infante Don Carlos - Bataillon Cantabria - Bataillon Imperial Alexandro - Cavalerie - Hussards de Fernando VII - Dragons de la Unión - Dragons du Pérou - Granadiers de la Guarde - Pièces d'artillerie (3 de montagne) |

## Forces indépendantiste
| Commandant en chef - Général Domingo Tristán (es) Officiers - Colonel Agustín Gamarra - Colonel José Santiago Aldunate Unités et noms - Bataillon no 1 du Pérou - Bataillon no 3 du Pérou - Bataillon no 2 du Chili - Bataillon de Cazadores de Chile - Cavalerie - Granadiers du Pérou - Lanciers du Pérou - Pièces d'artillerie 6 canons |

## Déroulement
La division du général Tristan est détruite par les forces royalistes commandées par le général Canterac.